# Californisch konijn
Het californisch konijn (Sylvilagus bachmani)  is een zoogdier uit de familie van de hazen en konijnen (Leporidae). De wetenschappelijke naam van de soort werd voor het eerst geldig gepubliceerd door Waterhouse in 1839.

## Voorkomen
De soort komt voor in de Verenigde Staten en Mexico.